# 오 선화
오 선화(일본어: 呉 善花, 1956년 9월 15일~)는 대한민국 출신 일본의 작가, 평론가, 교육자이다. 대한민국 제주도 출신으로 1978년 대구보건전문대학(2년제) 임상병리과를 졸업했다. 1976년부터 1980년까지 대한민국 육군 하사로 복무한 후 1983년 일본으로 이주해 일제강점기 식민통치를 부정하는 칼럼 활동을 시작했으며 1998년 대한민국에서 일본으로 귀화했다. 대한민국에서는 呉善花를 일본어 음독으로 읽은 고 젠카로도 알려져 있다.

## 학력 및 경력
- 1980년 대구보건전문대학 임상병리과 졸업
- 1983년 도일
- 1990년 일본에서 칼럼, 집필, 기고활동 시작
- 다이토 분카 대학 영문학과 졸업
- 도쿄 외국어대학 대학원 지역연구과 북미지역 전공 석사 수료
- 니가타 산업대학(新潟産業大學) 비상근 강사
- 2000년 다쿠쇼쿠 대학 국제개발학부 교수

## 생애

### 생애 초반
오선화는 제주도 남제주군 성산면(현 서귀포시 성산읍)에서 오승일(吳勝一)이라는 이름으로 태어났다. 유년기는 알려지지 않았으며, 고등학교 졸업 후 이후 대구에서 체류하다 입대, 대한민국 육군에서 여군 부사관으로 4년간 복무했다. 1978년 대구보건전문대학에 입학하여 1980년 2월에 졸업하였다. 1983년 도일하여 도쿄 우에노의 한인 클럽에서 본명 오승일 대신, 가명인 오선화를 쓰며 호스티스로 일을 하다가 치맛바람을 출판하게 되었으며, 다이토 분카 대학 영어과에 편입학하여 졸업하였다. 1994년부터는 일본의 언론과 방송에 칼럼 기고 활동 및 방송 패널 등으로 활동하기 시작했다. 다이토 분카대학의 영어학과를 졸업한 이후 도쿄 외국어대학 지역연구과 (북미지역전공) 석사과정을 수료했으며 대학 강사와 교수로 활동하다 2004년 이후 도쿄도 분쿄구에 있는 다쿠쇼쿠 대학교의 국제 개발 학부 교수로 재직 중이다.

### 문필 활동과 도일
1991년경부터 일본의 언론에 칼럼과 논설을 기고하였으며, 대학 비상근 강사 및 교수로 활동하였다. 1995년경까지 그의 글이 일부 대한민국의 인터넷 게시판에 소개되기는 하였으나, 반일감정과 민족주의적 정서를 조장한다는 이유로 금지되거나, 소개되지 않게 되었다.

### 교육, 칼럼 활동
1994년 일본에서 칼럼, 집필, 기고 활동과 방송 출연 등을 시작하였으며, 일본에서 그는 다이토 분카대학 영문학과에 편입학한 뒤 졸업하였다. 이후 도쿄 외국어대학 대학원에 진학, 영문학 석사 과정을 수료하였다.
이후 칼럼, 기고, 방송 언론 활동을 하였으며, 대한민국의 국수주의, 광적인 쇼비니즘, 한국 남성들의 가부장적이고 권위주의적인 행동, 일제 강점기에 대한 한국인들의 피해 의식 등을 비판했고, 이 내용의 일부가 대한민국에 알려지거나 번역되면서 논란과 맹비난의 대상이 되었다.
일본에 체류하며 여러 대학의 강사로 일하다가 니가타 산업대학(新潟産業大學) 비상근 강사로 채용되고, 이어 다쿠쇼쿠 대학 국제개발학부 교수가 되었다.

### 2000년대 이후
2000년 다쿠쇼쿠 대학 국제개발학부 교수에 재임용되고, 2000년 4월 다쿠쇼쿠대학교 일본문화연구소 객원교수가 되었으며, 한일문화협회 이사로도 선출되었다. 한편 그는 일본으로 국적을 바꾼 사실을 숨겨오다가 2006년 이 사실을 고백했다. MBC PD수첩은 지난해 “오 씨가 지난 1998년 일본으로 귀화했으나 주변에 이를 숨겨 오다 2006년 6월에야 월간지 ‘쇼쿤’(諸君)에 귀화사실을 밝혔다.”고 방송한 바 있다.

#### 출입국 금지 파동
2007년 9월 제주도에 살던 어머니가 사망하자, 10월 1일 오전 자신의 어머니 장례식 참석에 참석하기 위해 제주국제공항에 도착했으나, 대한민국 정부에 의해 입국을 거부당했다. 10월 1일 낮 12시 20분 도착 도쿄∼제주 항공편으로 제주국제공항을 통해 입국하려 했으나 출입국 심사 과정에서 대한민국의 입국금지조치 대상자로 지정됐다는 이유로 일시적으로 입국을 거부당했다.
그녀는 입국을 허용해 줄 것을 요청했으나, 대한민국 정부는 거절했고, 이를 일본측에서 인권침해라고 주장하였다. 오선화는 제주총영사관에 의뢰해 대한민국과 교섭해 겨우 ‘인도적 배려’차원에서 귀국을 인정받아 장례식에 참석 후 10월 4일 오후 일본으로 돌아갔다. 이 과정에서 일본으로 되돌아갔다가 오후에 다시 제주국제공항으로 오는 등 수시간 동안 공항에서 묶여 있던 것으로 알려졌다. 제주출입국관리사무소 관계자는 "그분이 부모님 상(喪)을 당해 지난 1일 제주공항에 입국하려 했었지만 입국을 거부한 적이 있다"며 "하지만 오후 다시 입국심사를 통해 귀국을 허용했다"고 밝혔다.
일본의 대표적인 보수 언론 산케이신문은 2007년 10월 9일자로 "한국인 여성 평론가 오선화씨가 어머니의 장례식에 참석하기 위해 제주도에 ‘귀국’하려했으나 제주국제공항에서 입국을 거부당했다"고 보도했다. 구로다 서울지국장 역시 같은 내용으로 보도하였다. 산케이신문은 "일본에서의 '반한국적인 활동'을 한 이유로 한국 당국으로부터 입국 금지 조치가 내려진것 같다"며 "오씨가 일본 국적을 가지고 있기 때문에 제주총영사관에 의뢰해 한국과 교섭해 겨우 '인도적 배려' 차원에서 '귀국'을 인정받았다"고 덧붙였다. 2007년의 오선화 입국 금지 조치는, 신문과 방송, 인터넷 등을 통해 일본, 미국 내 혐한 일본인단체들의 대한민국 비방의 주된 재료가 되었다.
이 사건 이후 그는 '한국의 입국 금지 대상자 명단에 올라 있는 것으로 밝혀졌다.

## 논란과 의혹

### 학력 및 국적 변경 연도에 대한 의문점
오선화는 제주도에서 태어난 것으로 알려졌으며, 생애 초기에 대한 자료는 알려지지 않고 있다. 다만 대한민국의 방송사 MBC가 2006년 8월 15일에 방영한 《PD 수첩》에 따르면 오선화는 그녀의 주장과는 달리 대구대학교를 졸업하지 않았으며 1991년 6월 11일에 일본 국적을 취득, 1998년 10월 29일에 대한민국 국적을 상실했다.
방영된 내용에 따르면, 대구대학교의 입학생 명단과 졸업생 명단, 편입생 명단 어디에서도 오선화나 그녀의 본명으로 알려진 오승일(吳勝一)이라는 이름을 찾을 수 없었다.
경향신문의 취재 결과에 따르면, 오선화는 대구대학교가 아닌 1978년 대구보건전문대학 임상병리과에 입학하여 1980년 2월에 대학을 졸업한 것으로 확인되었다. 당시에는 본명인 오승일을 사용하였다. 그는 일본으로 건너간 후, 일본 도쿄에 있는 다이토분카 대학(大東文化大學) 영문학과를 졸업하고, 일본 내에서 언론 투고, 칼럼 활동을 하였다.
오선화는 일본에 처음 갔을 때 접대부(호스티스)로 일을 하였는데, 이는 그녀와 동거했던 일본인 사업가 및 재일 교포가 PD 수첩에 출연해 증언하였다.

### 남성 비판 논란
그는 강연과 칼럼에서 한국 남자들의 가부장적인 사고방식과 권위주의를 비판하기도 했다. 2006년 7월에는 일본의 시사잡지 월간 분게이슌주(文藝春秋) 7월호에 자신의 경험을 바탕으로 한 한국 남성 비판론을 기고했다. 한 강연에서 그는 '한국 남성은 연애할 때는 온갖 미사여구를 다 써가며 여자를 유혹하지만, 결혼 후에는 바람기와 폭력, 남아선호사상, 고부 간 갈등 등을 통해 여성을 견딜 수 없이 괴롭힌다는 것 등'의 주장을 하여 논란이 되기도 했다..

### 여성 비판 논란
한국 여성들에 대한 비판도 하였다. 저서 《치맛바람(スカートの風)》등을 통해 한국 여성의 치맛바람 등을 비판 하였고, '한국에서는 여자 셋이 모이면 접시에 구멍이 난다' 하여 한국 여성의 성향을 일부 비판하기도 했다.

### 한국의 반일 감정 비판
한국의 반일 감정의 문제점을 지적한 바 있다. 창씨개명 논란에 관해 그는 '창씨개명은 하고 싶은 사람만 한 것이지 강제적인 것이 아니었'다고 주장하였다.
2007년 일본에서의 한 강연에서는 한국의 반일 감정을 비판 "한반도 태풍은 일본이 다 막아준다. 한반도에서 보면 고마운 일이다"고 주장하였고, 독도 영유권 논쟁 당시에는 "욘사마나 쫓아다니는 기품없는 사람들이니 독도 문제나 역사교과서 문제에 대해 제대로 발언하지 못하는 것이다"라고 일본을 비판했다. 그러나 대한민국을 비판하는 과정에서 일부 터무니 없는 주장도 제기되어 비판을 야기했다. '한국 남대문 주위에는 쓰레기만 있으며 북한은 위험하니 일본의 선제 공격도 생각해봐야한다'는 주장을 하여 논란이 되기도 했던 것이다.

### 제주도 땅 매입
2013년 현재 조선일보 보도에 따르면 오선화는 지난 5월 2일 제주도 서귀포시 성산읍 고성리 일대 대지 974m2 중 743m2를 매입했다. 매입 금액은 1억 9300만원으로 오선화의 국적과 현재 주소는 일본으로 표기돼 있다.
오선화가 매입한 땅은 성산일출봉으로 들어가는 길목에 있는 일반 상업지역으로 성산일출봉이 한눈에 들어오는 위치로 현재는 관리가 이뤄지지 않아 잡목과 잡초가 무성한 상태다. 그러나 이 토지의 용도는 일반상업지역이고, 토지 가장자리로 너비 15~20m 규모의 왕복 2차선 도로가 계획돼 있다.
지난 1999년 8월 한국 국적으로 해당 토지의 일부를 매입한 것으로 알려진 오선화는 이번에는 일본 국적으로 나머지 토지를 사들인 것으로 전해졌다.

## 비판
오선화는 저서 《치맛바람(スカートの風)》등을 통해 한국 여성의 치맛바람 등을 비판했는데, 일각에서는 그가 이런 책을 통해 왜곡되고 추한 한국인상을 부각시키는 데 힘을 기울이고 있다는 비판이 있다. ‘일본 우익의 앞잡이 ’라는 비판도 있다.
그는 과거사 및 정치적 현안에 대해 일본 우익의 심정을 그대로 대변해 일본에서 주목을 받고 있기도 하다. 이 때문에 재일동포와 유학생들 사이에서는 ‘일본 우익의 애완견’이라는 비판을 받고 있다.
《치맛바람》이란 책에서 제기한 '한국에서는 여자 셋이 모이면 접시에 구멍이 난다'는 등 한국 여성들에 대한 비판도 문제시 됐다. 저서 《한일합방의 길》은 일본의 조선통치를 정당화 하여 문제가 되었다.
한국을 비하하는 내용의 저술로 끊임없는 논란을 일으키고 있다. 그러나 이러한 책들 상당수에 대필 의혹이 있으며 그녀의 떨어지는 실제 일본어 화술 및 지적 수준, 그리고 전공 이외의 전문 분야에 대한 인용 수준 등을 비추어 보아 상당수의 전문가가 이러한 의혹을 끊임없이 제기하였다.

## 저서
1990년 이후 몇 권의 저서와 논문을 발표했으나, 대한민국 내에서는 반입 및 출판금지된 내용이 대부분이며, 한국 내에서 출판한 몇 권도 절판된 상태이다.
PD수첩에서는 오선화가 일본어가 서툴다는 점을 지적하며, 출판사에서 글을 대신 작성해 주고 있거나 작가 명의를 팔고 있지 않느냐는 의혹을 제기했다.
- 《치맛바람》(スカートの風)
- 《반일 한국에 미래는 없다》
- 한국인이 보았던 북한 (2003년)
- 한국 병합에의 길 (2000년)
- 생활자의 일본 통치 시대 (2000년)
- 양이의 한국·개국의 일본 (1996년)

## 같이 보기
- 친일파
- 김완섭
- 윤서인
- 최길성 (교수)
- 최석영(일본어판)
- 한승조
- 김문학
- 고분유
- 스티브 유
- 이지리 가즈오(일본어판)
- 정대균
- 메이카(鳴霞)
- 강정구
- 가세 히데아키
- 대한민국의 뉴라이트
- 야마노 샤린